# Sarrewerden
Sarrewerden (tiếng Đức: Saarwerden) là một xã thuộc tỉnh Bas-Rhin trong vùng Grand Est đông bắc Pháp.